# Columnomyces ptomaphagi
Columnomyces ptomaphagi är en svampart som beskrevs av R.K. Benj. 1955. Columnomyces ptomaphagi ingår i släktet Columnomyces och familjen Laboulbeniaceae.   Inga underarter finns listade i Catalogue of Life.